# Bar (pubblico esercizio)

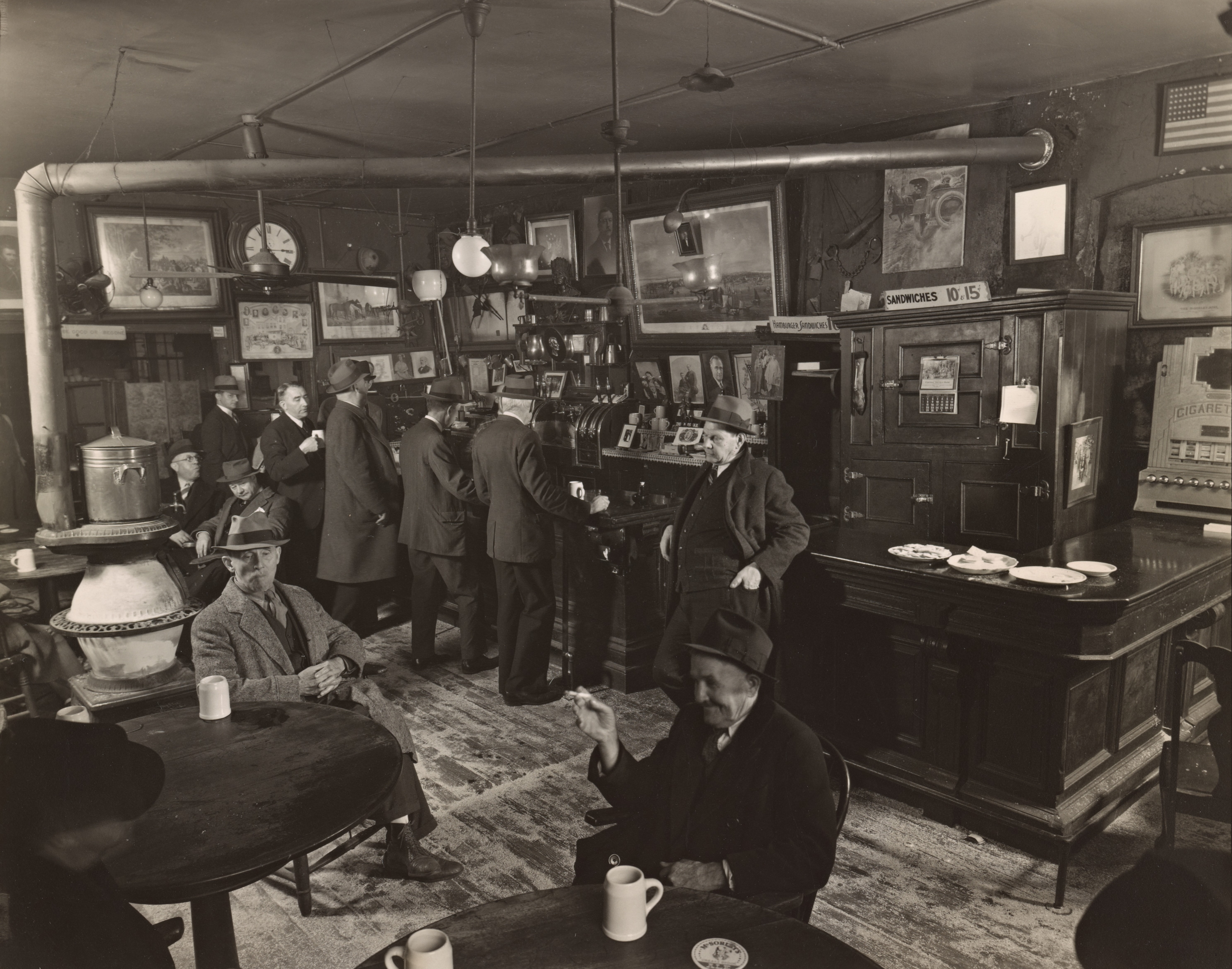
Interno di un bar a New York nel 1937.

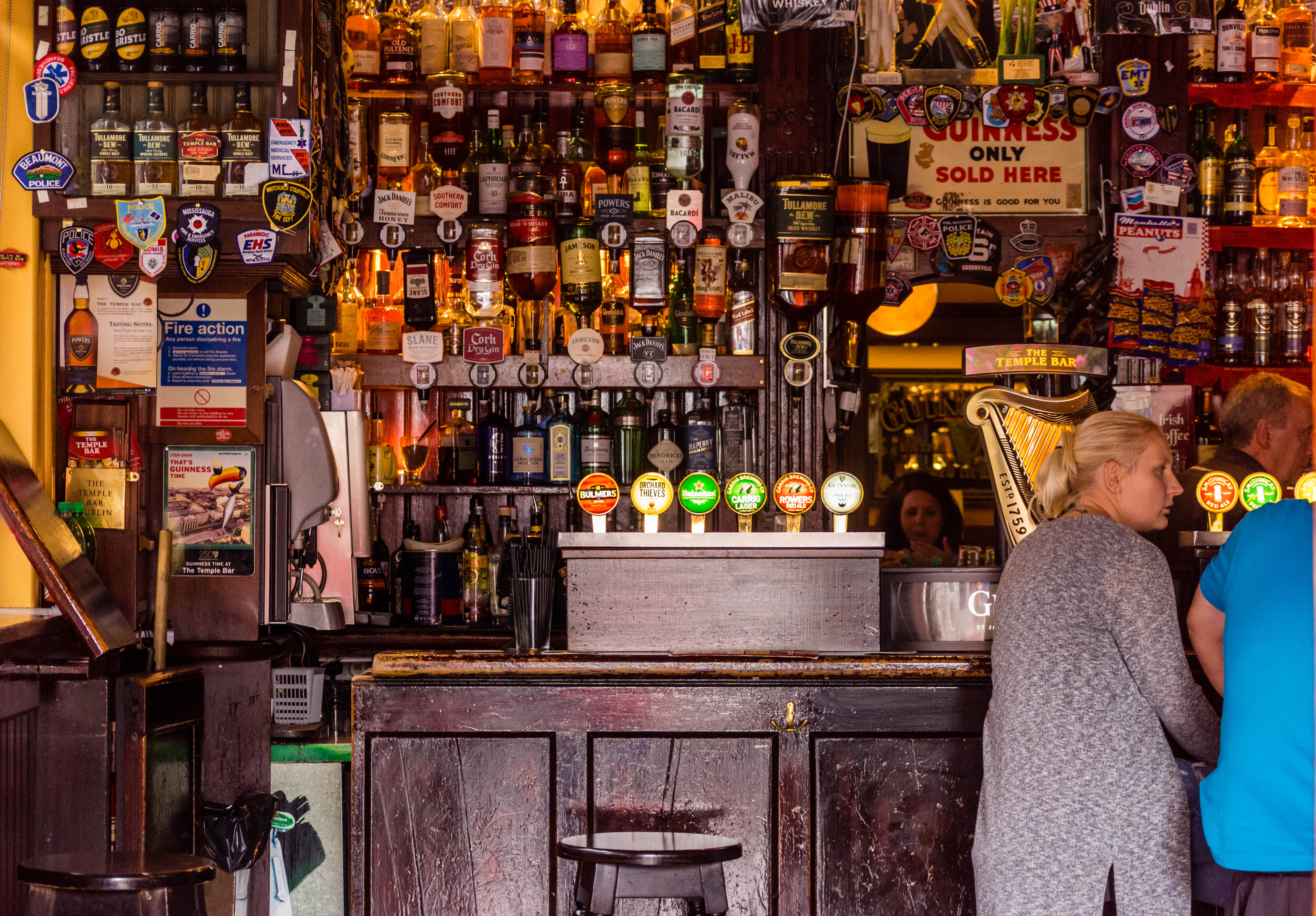
Un bar alcolico a Dublino, Irlanda

Il bar è un locale pubblico adibito alla consumazione di caffè, bibite, liquori e panini, soprattutto al banco, in molti luoghi è sovrapponibile alla caffetteria.

## Etimologia
L'origine del nome deriva dall'inglese, dove il termine identifica locali dediti esclusivamente alla vendita di alcolici. "Bar" è riferito al lungo bancone e, più esattamente, alla sbarra corrimano, posta sotto di esso. Nel parlare comune, quindi, si diceva: "avviciniamoci alla sbarra" o "andiamo alla sbarra" in inglese "...to the bar", che indicava quel punto del locale.
Curiosamente, il termine fu uno dei pochi di origine straniera a essere escluso dal processo di italianizzazione forzata avviato dal fascismo, in quanto "non traducibile in italiano", anche se furono proposti alcuni sinonimi, tra cui "barro", "osteria potoria", "taverna", "caffè" e "mescita".

## Struttura
Il bar, che può anche essere sito all'interno di teatri, alberghi, oratori o ristoranti, è gestito dal cosiddetto barista, cui viene richiesta per legge una formazione specifica.
Il listino dei bar comprende i seguenti prodotti:
- bevande (alcoliche e non);
- bibite;
- alimenti dolci e salati:
  - brioche, croissant, crostate, cioccolato, dolci vari, gelati, pasticceria;
  - sandwich, tramezzini, panini (toast, hamburger, hot dog) pizza, pizzette, patatine e vari snack.

In aggiunta, tra i servizi offerti possono rientrare le funzioni proprie della tabaccheria (valori bollati, lotto, prodotti del tabacco) ed elementi ludici o ricreativi (gioco d'azzardo, scommesse sportive, videogiochi, slot machine, televisione, carte da gioco, biliardo, calciobalilla e giornali).

### Tipi di bar
Tra i tipi di bar, vi sono:
- Bar all'italiana: con tutte le caratteristiche di somministrazione degli altri tipi di bar ma anche luogo di aggregazione sociale e svago nel dopolavoro, con presenza di giochi (carte, biliardo, giochi elettronici), servizi di utilità pubblica e ricevitoria di lotterie, in grande auge fra il secondo dopoguerra e la fine del secolo scorso.
- american bar: locali destinati principalmente al consumo di cocktail;
- gay bar: rivolti ad un pubblico omosessuale;
- lounge bar: simile al bar americano, ma diffuso maggiormente nel panorama europeo[9];
- topless bar: locale in cui le cameriere servono i clienti a seno scoperto.

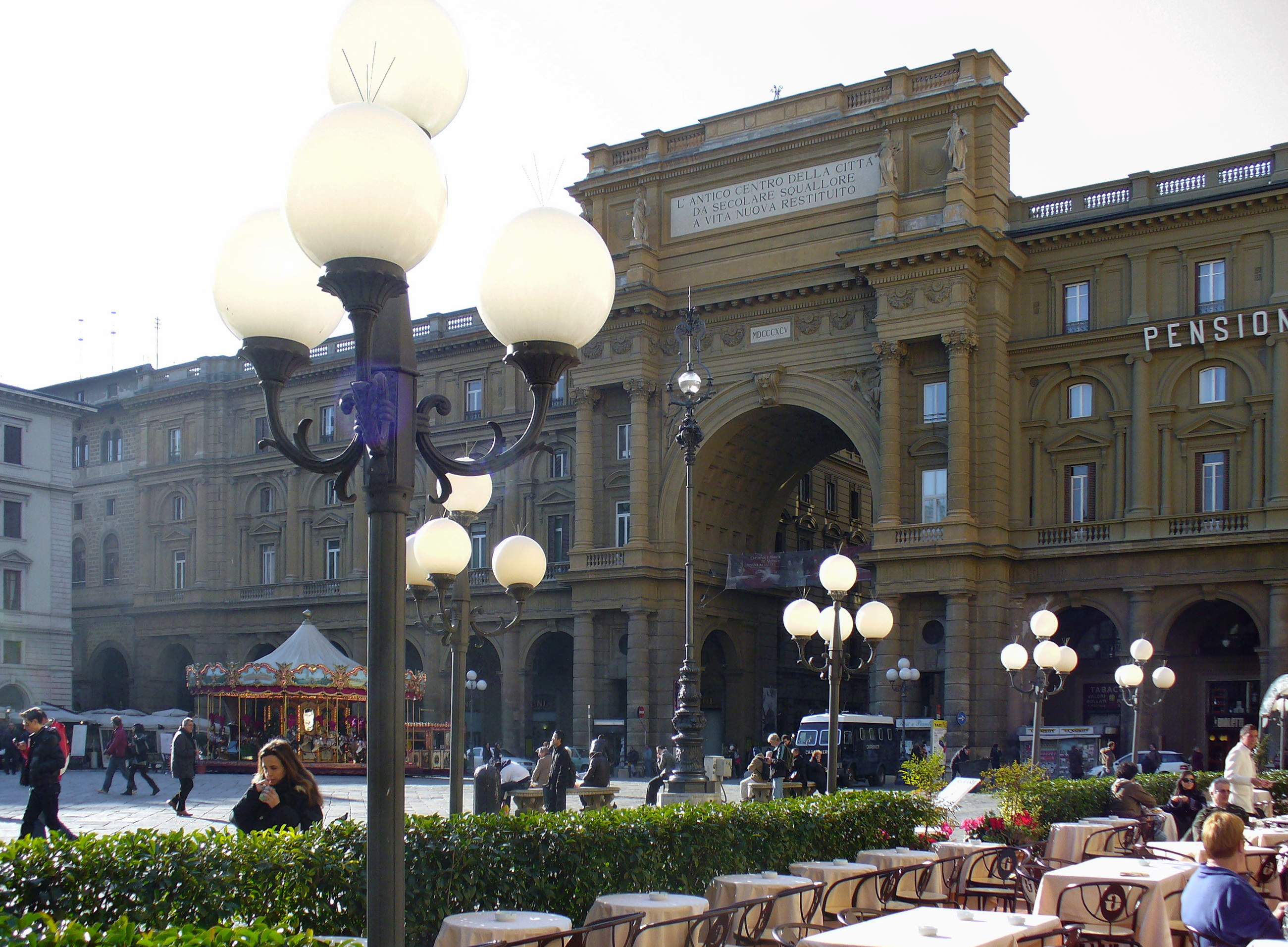
Lo storico Caffè Gilli di Firenze.

## Aspetto legale in Italia
L'apertura e l'attività di un bar sono connesse ai dettami contenuti nel testo unico delle leggi di pubblica sicurezza, che individuano, in particolare:
- certificazioni ed iscrizione al registro delle imprese;
- licenza per la somministrazione di alimenti e bevande[11];
- autorizzazione sanitaria;
- formazione specifica e in tema di sicurezza per titolari e dipendenti.[10]

È inoltre obbligatoria, in quanto locale pubblico, la presenza di servizi igienici per il personale e la clientela. Non vi è tuttavia chiarezza legislativa in merito all'utilizzo gratuito o meno di essi, circostanza che ha spesso sollevato polemiche. In linea generale, l'articolo 187 del TULPS ne garantisce la fruizione gratuita da parte dei clienti.
Altre controversie hanno riguardato l'obbligo della consumazione, la vendita di alcolici ai minorenni, il mancato rilascio degli scontrini fiscali e l'assenza di tabelle descrittive circa gli effetti dell'alcol.

## Nel resto del mondo

### Australia
In Australia, la principale forma di vendita commerciale di alcolici autorizzata dal periodo coloniale ad oggi è stata il pub, una variante locale dell'originale inglese. Fino agli anni '70, i pub australiani erano tradizionalmente organizzati in aree per bere divise per genere: il "bar pubblico" era aperto solo agli uomini, mentre i "lounge bar" o i "saloon bar" servivano sia uomini che donne (cioè bevande miste). Questa distinzione è stata gradualmente eliminata quando la legislazione antidiscriminazione e l'attivismo per i diritti delle donne hanno infranto il concetto di un'area pubblica per bere accessibile solo agli uomini. Laddove esistono ancora due bar nello stesso locale, uno (quello derivato dal "bar pubblico") sarà più scadente mentre l'altro (derivante dal "lounge bar") sarà più esclusivo. Nel tempo, con l'introduzione delle slot machine negli alberghi, molti “lounge bar” si sono trasformati o si stanno trasformando in sale da gioco.
A partire dalla metà degli anni '50, le rigide leggi statali sulla licenza dei liquori furono progressivamente allentate e riformate, con il risultato che gli orari di apertura dei pub furono estesi. Ciò serviva in parte ad eliminare i problemi sociali associati agli orari di chiusura anticipata, in particolare la famigerata "sbronza delle sei" (six o'clock swill, un termine gergale australiano e neozelandese per indicare la corsa dell'ultimo minuto per comprare da bere al bar di un hotel prima della chiusura) e il fiorente commercio di "grog clandestino" (sly grog, ossia la vendita illecita di alcol). Cominciarono ad apparire più punti vendita di liquori autorizzati, inclusi "negozi di bottiglie" al dettaglio (le vendite di bottiglie da banco erano precedentemente disponibili solo nei pub ed erano rigorosamente controllate) In particolare a Sydney apparve una nuova categoria di locali autorizzati, i wine bar, dove si poteva servire alcolici a condizione che venissero forniti insieme al pasto. Questi locali divennero molto popolari tra la fine degli anni '60 e l'inizio degli anni '70 e molti offriva intrattenimento gratuito, diventando un aspetto importante della scena musicale di Sydney in quel periodo.
Nelle principali città australiane oggi c'è una scena di bar ampia e diversificata con una gamma di ambienti, modalità e stili adatti a ogni livello della società cosmopolita.

### Canada
Il bere pubblico iniziò con la creazione di taverne coloniali sia negli Stati Uniti che in Canada. Mentre il termine è cambiato in public house soprattutto nel Regno Unito, il termine tavern ha continuato ad essere utilizzato al posto di pub sia negli Stati Uniti che in Canada. I locali pubblici per bere erano vietati dalla proibizione dell'alcol, che era (ed è) una giurisdizione provinciale. Il divieto fu abrogato, provincia per provincia, negli anni '20. Non esisteva un diritto universale al consumo di alcol e solo gli uomini maggiorenni potevano farlo. Le "birrerie" erano comuni sulla scia del proibizionismo, con le leggi locali che spesso non consentivano l'intrattenimento (come il gioco o la musica) in questi locali, che venivano riservati esclusivamente allo scopo di consumare alcolici.
Dalla fine della seconda guerra mondiale e dall'esposizione di circa un milione di canadesi alle tradizioni dei pub comuni nel Regno Unito da parte dei militari e delle donne in servizio lì, tali tradizioni sono diventate più comuni in Canada. Queste tradizioni includono il consumo di birre scure e stout, il "pub" come luogo di ritrovo sociale per entrambi i sessi e il gioco di giochi (come freccette o biliardo). La taverna divenne estremamente popolare negli anni '60 e '70, soprattutto tra la classe operaia. Le taverne canadesi, che si possono ancora trovare nelle remote regioni del Canada settentrionale, hanno lunghi tavoli con panche ai lati. Gli avventori di queste taverne spesso ordinano birra in grandi bottiglie da un quarto e bevono poco costoso whisky di segale canadese "marchio da bar". In alcune province le taverne avevano ingressi separati per uomini e donne. Anche in una grande città come Toronto, all’inizio degli anni ’70 esistevano ingressi separati.
Il Canada ha adottato alcune delle più recenti tradizioni dei bar statunitensi (come lo "sport bar") degli ultimi decenni. Di conseguenza, il termine "bar" è stato differenziato dal termine "pub", in quanto i bar sono solitamente "a tema" e talvolta hanno una pista da ballo. I bar con piste da ballo sono solitamente relegati a comunità piccole o suburbane. Nelle città più grandi i bar con ampie piste da ballo sono solitamente chiamati club e sono esclusivamente per ballare. I locali che si chiamano pub sono spesso molto più simili a un pub britannico nello stile. Prima degli anni '80, la maggior parte dei "bar" veniva chiamata semplicemente "taverna".
Spesso i bar e i pub in Canada si rivolgono ai tifosi di una squadra sportiva locale, solitamente una squadra di hockey. C'è differenza tra il bar dello sport e il pub; i bar sportivi si concentrano sugli schermi televisivi che mostrano giochi e mostrano uniformi, attrezzature, ecc. I pub generalmente mostrano anche i giochi ma non si concentrano esclusivamente su di essi. La Taverna era popolare fino all'inizio degli anni '80, quando divennero popolari i bar in stile americano, come li conosciamo oggi. Negli anni '90 le imitazioni dei pub in stile britannico e irlandese diventano popolari e nomi adottati come "The Fox and Fiddle" e "The Queen and Beaver" riflettono le tendenze di denominazione in Gran Bretagna. Le taverne o le strutture miste di cibi e bevande in stile pub sono generalmente più comuni dei bar in Canada, sebbene si possano trovare entrambi.
Le restrizioni legali sui bar sono stabilite dalle province e dai territori canadesi, il che ha portato a una grande varietà. Mentre alcune province sono state molto restrittive con la regolamentazione dei bar, stabilendo orari di chiusura rigidi e vietando la rimozione di alcolici dai locali, altre province sono state più liberali. L'orario di chiusura generalmente va dalle 2:00 alle 4:00
In Nuova Scozia, in particolare ad Halifax, fino agli anni '80 esisteva un sistema molto distinto di leggi basate sul genere in vigore da decenni. Taverne, bar, saloni e altre classificazioni differenziavano se esclusivamente per uomini o donne, uomini con donne invitate, viceversa, o miste. Dopo che questo è caduto nel dimenticatoio, è nata la questione dei gabinetti. Ciò portò molte taverne ad aggiungere "stanze di polvere"; a volte venivano costruiti in seguito o utilizzavano parti di cucine o corridoi al piano superiore se l'impianto idraulico lo consentiva. Ciò vale anche per le riconversioni degli ex "salotti" per i servizi maschili.

### Polonia
Nel polacco moderno, nella maggior parte dei casi un bar verrebbe chiamato pub (plurale puby), un prestito dall'inglese. I pub polacchi servono vari tipi di bevande alcoliche, nonché altre bevande e snack semplici come patatine, noccioline o bastoncini di brezel. La maggior parte dei locali offre musica ad alto volume e alcuni offrono frequenti spettacoli dal vivo. Sebbene la parola polacca bar possa essere applicata anche a questo tipo di struttura, è spesso usata per descrivere qualsiasi tipo di ristorante economico e quindi può essere tradotta come tavola calda o caffetteria. Entrambi in bary e in puby, il bancone al quale si ordina si chiama bar, essendo esso stesso un altro ovvio prestito dall'inglese.
Il Bar mleczny (letteralmente "bar latteria") è una sorta di ristorante self-service economico che serve un'ampia gamma di piatti, con interni dal design semplice, solitamente aperto durante l'orario della colazione e del pranzo. È molto simile alla столовая russa sia nel menu che nell'arredamento. Può essere paragonato anche a quello che nei paesi di lingua inglese viene chiamato cucchiaio unto. Bary mleczne serve raramente bevande alcoliche.
Il termine bar szybkiej obsługi (lett. "ristorante con servizio rapido") si riferisce anche ai locali in cui si mangia, non si beve. Viene gradualmente sostituito dal termine inglese fast food. Un altro nome, bar samoobsługowy, può essere utilizzato per qualsiasi tipo di ristorante self-service. Alcuni tipi di bar polacchi servono solo un tipo di pasto. Un esempio sono i ristoranti che servono il pasztecik szczeciński, una specialità tradizionale della città di Stettino. Può essere consumato al tavolo o da asporto.

### Spagna
I bar sono comuni in Spagna e costituiscono una parte importante della cultura spagnola. In Spagna, è normale che una città abbia molti bar e addirittura ne abbia diversi in fila nella stessa strada. La maggior parte dei bar dispone di una parte della strada o della piazza esterna con tavoli, sedie e ombrelloni se il tempo lo consente. I bar spagnoli sono noti anche per servire un'ampia gamma di panini (bocadillos), nonché snack chiamati tapas o pinchos.
Tapas e pinchos possono essere offerti ai clienti in due modi, o complementari per ordinare una bevanda o in alcuni casi vengono addebitati in modo indipendente, in entrambi i casi questo è solitamente chiaramente indicato ai clienti del bar mediante visualizzazione delle informazioni a muro, sui menu e sui listini prezzi. La legge antifumo è entrata in vigore dal 1º gennaio 2011 e da quella data è vietato fumare nei bar e nei ristoranti così come in tutti gli altri ambienti chiusi, le strutture commerciali chiuse e di proprietà statale sono ora aree riservate al fumo.
La Spagna è il paese con il più alto rapporto bar/popolazione con quasi sei bar ogni mille abitanti, tre volte il rapporto del Regno Unito e quattro volte quello della Germania. Il significato della parola «bar» in Spagna, tuttavia, non ha la connotazione negativa insita nella stessa parola in molte altre lingue. Per gli spagnoli il bar è essenzialmente un luogo di incontro e non necessariamente un luogo in cui consumare bevande alcoliche. Di conseguenza, i bambini sono normalmente ammessi nei bar ed è comune vedere le famiglie nei bar durante i fine settimana di fine giornata. Nelle piccole città, il "bar" può costituire il centro stesso della vita sociale, ed è consuetudine che, dopo gli eventi sociali, la gente si rechi al bar, compresi gli anziani e i bambini.

### Regno Unito
Nel Regno Unito, i bar sono aree che servono bevande alcoliche all'interno di stabilimenti come hotel, ristoranti, università, oppure sono un particolare tipo di locale che serve bevande alcoliche come wine bar, "style bar", bar riservati ad abbonamenti privati. Tuttavia, il tipo principale di locale che vende alcolici da consumare sul posto è il pub. Alcuni bar sono simili alle discoteche in quanto offrono musica ad alto volume, luci soffuse o applicano un codice di abbigliamento e una politica di ammissione, con i bar del centro città che generalmente hanno personale all'ingresso.
"Bar" designa anche un'area separata per bere all'interno di un pub. Tradizionalmente molti pub avevano due o più bar: molto spesso il bar pubblico o la sala da toeletta e il saloon bar o lounge, dove l'arredamento era migliore e i prezzi a volte erano più alti. Le denominazioni dei bar variavano a livello regionale. Negli ultimi due decenni, gli interni di molti pub sono stati trasformati in spazi singoli, cosa che alcune persone rimpiangono perché perdono la flessibilità, l'intimità e l'atmosfera tradizionale di un pub con più stanze.
Uno degli ultimi dive bar (ossia un locale piccolo, eclettico, vecchio stile con bevande poco costose che può presentare luci soffuse, arredamento datato, insegne al neon della birra, vendita di birra confezionata, servizio solo in contanti e clientela locale) di Londra era sotto il Kings Head Pub in Gerrard Street, Soho.

### Stati Uniti
Negli Stati Uniti esistono spesso distinzioni legali tra ristoranti e bar, e anche tra tipologie di bar. Queste distinzioni variano da stato a stato e anche tra comuni. Le birrerie (beer bars) (a volte chiamate taverne o pub) sono legalmente limitate a vendere solo birra ed eventualmente vino o sidro. Le beer bars, chiamate anche semplicemente bars, vendono anche superalcolici.
I bar a volte sono esentati dal divieto di fumo a cui sono soggetti i ristoranti, anche se tali ristoranti hanno licenze per gli alcolici. La distinzione tra un ristorante che serve liquori e un bar è solitamente fatta dalla percentuale delle entrate guadagnate dalla vendita di liquori, anche se sempre più spesso i divieti di fumo includono anche i bar.
Nella maggior parte dei luoghi, ai bar è vietato vendere bevande alcoliche da consumarsi fuori dal negozio di vendita, e questo li rende diversi dai negozi di liquori. Alcuni birrifici e aziende vinicole possono servire alcolici consumabili non in loco, ma secondo le regole applicate a un negozio di liquori. In alcune aree, come New Orleans, parti di Las Vegas e Savannah, in Georgia, possono essere preparati contenitori aperti di alcol. Questo tipo di restrizione dipende solitamente da una legge sui contenitori aperti. In Pennsylvania e in Ohio, i bar possono vendere confezioni da sei di birra in contenitori originali (sigillati) ottenendo una licenza da asporto. Il New Jersey consente la vendita di tutti i tipi di prodotti confezionati nei bar e consente la vendita di birra e vino confezionati in qualsiasi momento sia consentita la vendita nei locali di bevande alcoliche.
Nel corso del 19º secolo, i locali per bere erano chiamati saloon. Nel vecchio West americano il locale più popolare in città era solitamente il saloon occidentale. Molti di questi saloon occidentali sopravvivono, sebbene i loro servizi e le loro caratteristiche siano cambiati con il tempo. Gli stabilimenti più nuovi a volte sono stati costruiti in stile saloon occidentale per un effetto nostalgico. Nelle città americane c'erano anche numerosi saloon, che ammettevano solo avventori maschili e di solito erano di proprietà di uno dei maggiori birrifici. L'ubriachezza, le risse e l'alcolismo trasformarono il saloon in un potente simbolo di tutto ciò che c'era di sbagliato nell'alcol. I saloon erano l'obiettivo principale del movimento della temperanza, e l'Anti-Saloon League (ora conosciuta come American Council on Addiction and Alcohol Problems, un'organizzazione del movimento per la temperanza), fondata nel 1892, era la lobby più potente a favore del proibizionismo. Quando il proibizionismo fu abrogato, il presidente Franklin D. Roosevelt chiese agli stati di non consentire il ritorno dei saloon.
Molti "pub" a tema irlandese o britannico esistono negli Stati Uniti e in Canada e in alcuni paesi dell'Europa continentale.
A maggio 2014, Pittsburgh, in Pennsylvania, aveva il maggior numero di bar pro capite negli Stati Uniti.

### Paesi balcanici
In Bosnia ed Erzegovina, Croazia, Montenegro e Serbia, i bar moderni si sovrappongono ai caffè e quelli più grandi talvolta sono anche discoteche. Dagli anni '80 sono diventati simili nella funzione sociale ai bar di Italia, Spagna e Grecia, come luoghi di incontro per le persone in una città.